# Parafia Narodzenia Najświętszej Maryi Panny w Królowej Górnej
Parafia Narodzenia Najświętszej Maryi Panny w Królowej Górnej – parafia rzymskokatolicka, znajdująca się w diecezji tarnowskiej, w dekanacie Nowy Sącz Wschód, erygowana dekretem biskupa tarnowskiego Jana Stepy w 1946 roku.

## Historia parafii
Historia parafii w Królowej Górnej w naturalny sposób połączona jest z historią tejże miejscowości. Dzisiejsza parafia Narodzenia Najświętszej Maryi Panny w Królowej Górnej to teren na którym funkcjonowały aż trzy wyznania: greckokatolickie i prawosławne w Królowej Ruskiej (dawna nazwa dzisiejszej Królowej Górnej) oraz rzymskokatolickie w Królowej Polskiej (sąsiednia miejscowość). Fakt ten nie jest tylko dowodem głębokiej wiary i wielkiej pobożności ludności zamieszkującej te tereny, ale także stanowi o niezwykłości tego miejsca, bowiem na niewielkiej powierzchni istniały aż trzy religie. Początkowo Królowa Górna i Bogusza stanowiły odrębne parafie. Parafia greckokatolicka w Królowej istniała od 1581 roku, zaś w sąsiedniej Boguszy od roku 1627.
Okres największej aktywności religijnej przypadł na wiek XIX i XX, kiedy to powstały zachowane do dziś cerkwie: cerkiew greckokatolicka pod wezwaniem Narodzenia Najświętszej Maryi Panny (powstała w 1814 roku, prawdopodobnie z zachowaniem wieży z budowli poprzedniej, być może z XVII wieku), cerkiew prawosławna pod wezwaniem Narodzenia Najświętszej Maryi Panny z 1932 roku (Królowa Górna – zniszczona w 1960 roku), cerkiew greckokatolicka pod wezwaniem św. Dymitra w zbudowana w 1858 roku, oraz cerkiew prawosławna pod wezwaniem Najświętszego Zbawiciela z około 1938 roku (Bogusza).
W związku z wysiedleniem Łemków i przybyciem do Królowej ludności wyznania rzymskokatolickiego zachodziła potrzeba założenia parafii tego wyznania. Już 4 września 1946 roku biskup tarnowski Jan Stepa erygował w Królowej Górnej placówkę duszpasterską rzymskokatolicką. W jej skład weszły Królowa Ruska, Bogusza (obecnie samoistna parafia) oraz Królowa Polska, należąca dotychczas do parafii w Mystkowie. Rektorem placówki w Boguszy zamianował księdza kanonika Władysława Berbekę, który został wkrótce mianowany pierwszym proboszczem. Zmieniło się także wezwanie greckokatolickiej cerkwi w Boguszy (powstał kościół pod wezwaniem św. Antoniego Padewskiego). Kościół w Królowej Górnej zachował dotychczasowe wezwanie Narodzenia Najświętszej Marii Panny.
W 1997 roku parafia w Królowej Górnej rozpoczęła budowę nowego, kościoła pod wezwaniem Opatrzności Bożej oraz plebanii. Kamień węgielny pod budowę kościoła poświęcił papież Jan Paweł II podczas wizyty w Krakowie 1997 roku, zaś w ścianę budującej się świątyni wmurował go biskup tarnowski Wiktor Skworc w dniu 30 września 2001 roku. Poświęcenia kościoła dokonał bp Andrzej Jeż. Budowa kościoła i plebanii opierała się na pracy społecznej oraz systematycznych ofiar parafian.

## Proboszczowie
proboszczowie rzymskokatoliccy w Królowej:
- ks. Władysław Berbeka - 1948-70 (od 1946 r. rektor), pochowany na miejscowym cmentarzu
- ks. Marian Wodzisz - 1967-73 (administrator), przeniesiony do Paszyna, zmarł 1990 r.
- ks. Józef Kościelny - 1973-84, przeniesiony do parafia Nowy Sącz – św. Małgorzaty
- ks. Andrzej Piotrowski - 1984-89, przybył z Łęki (był również na misji w Kongo)
- ks. Władysław Szczerba - 1989-96, przeniesiony do Polnej
- ks. Józef Nowak - 1996-2015, następnie proboszcz w Podgrodziu[5]
- ks. Krzysztof Pasyk - od 2015 – nadal[5]Kościół filialny (dawna cerkiew)

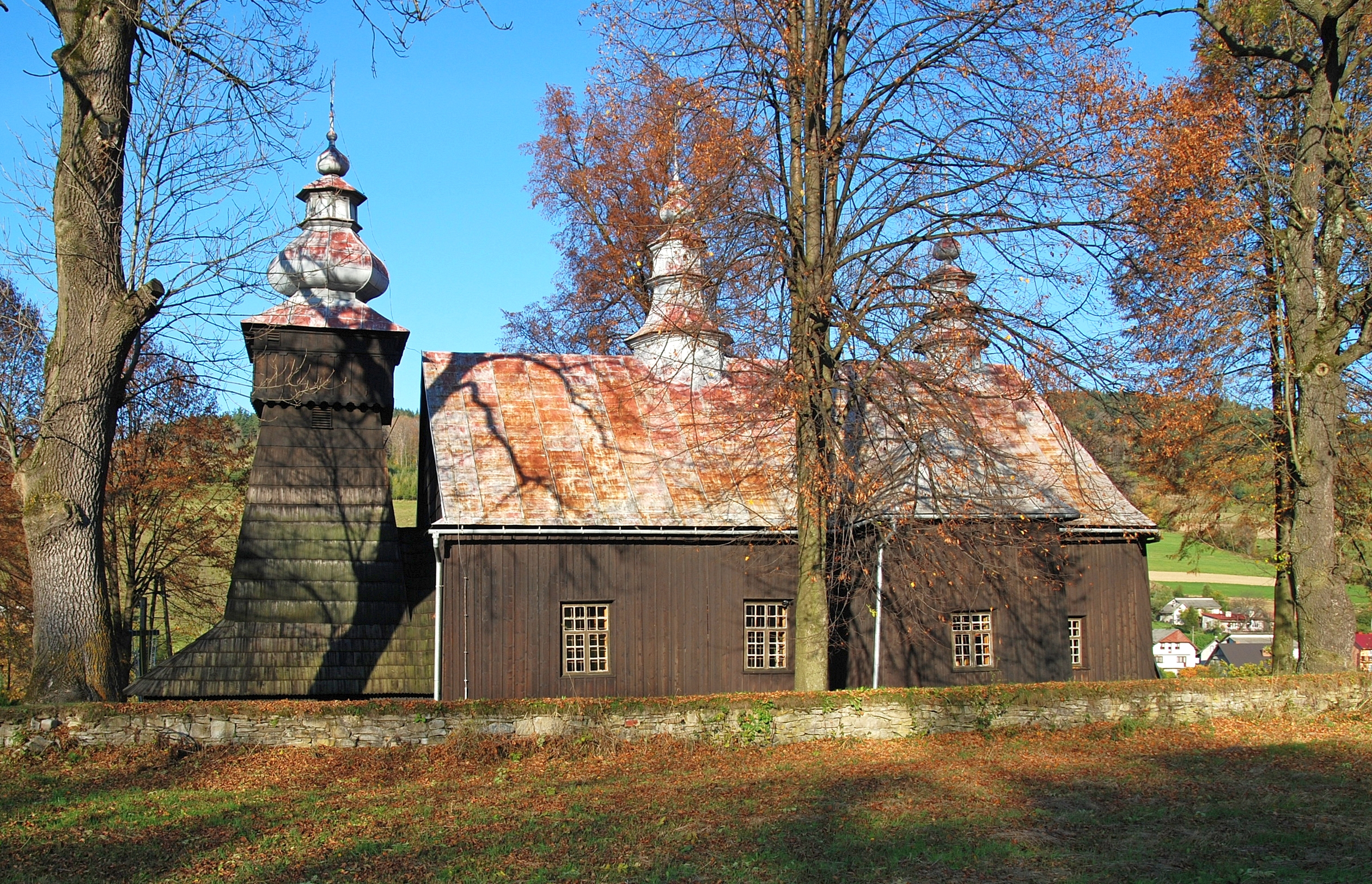
Kościół filialny (dawna cerkiew)